# Jersey (Georgia)
Jersey es un pueblo ubicado en el condado de Walton en el estado estadounidense de Georgia. En el censo de 2000, su población era de 163.

## Demografía
En el 2000 la renta per cápita promedia del hogar era de $21,250, y el ingreso promedio para una familia era de $53,750. El ingreso per cápita para la localidad era de $18,295. Los hombres tenían un ingreso per cápita de $43,750 contra $25,000 para las mujeres.

## Geografía
Jersey se encuentra ubicado en las coordenadas 33°43′1″N 83°48′14″O / 33.71694, -83.80389 (33.716872, -83.803943).
Según la Oficina del Censo, la localidad tiene un área total de 2 km² (0,8 mi²), de la cual 2 km² (0,8 mi²) es tierra y 0 km² (0 mi²) (0.00%) es agua.